# Свєнтокшиська бригада

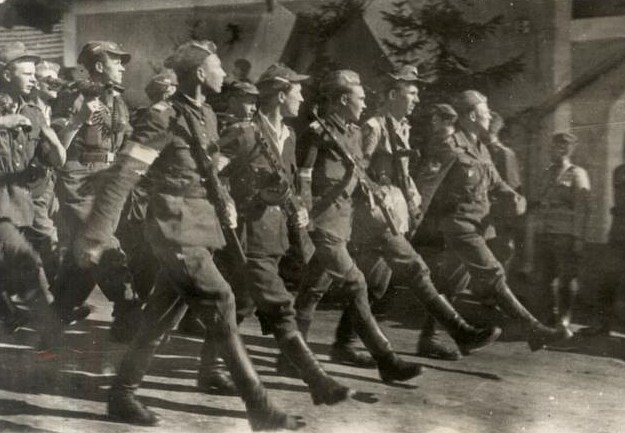
Солдати Свентокшиської бригади на параді (1945)

Свєнтокшиська бригада (пол. Brygada Świętokrzyska; «бригада Святого Хреста») — створена з польських ультранаціоналістів бригада Національних збройних сил під час Другої світової війни підтримуюча нацистську ідеологію Дмовського, відкрито співпрацювала з німцями Третього Рейху. Була відома антисемітськими закликами і акціями прямої дії.
Під час свого перебування в Польщі бригада воювала в основному з комуністичними підпільними підрозділами (Армії Людової і радянськими партизанами). Свєнтокшиська бригада втекла з Польщі на окуповану територію Чехії при наближенні Червоної Армії після отримання дозволу від армії Гітлера.
Підпільна газета «Шанець» в 1943 році писала про справжню мету «Національних збройних сил»:
Ми переконані, що жоден німець або єврей, жоден українець або литовець не може бути повноправним громадянином майбутньої польської держави. (...) Ми повинні рішуче відкинути безглузду ідею громадянської рівності. (...) Треба повністю позбутися від євреїв, як від чужого, безумовно ворожого і нездатного до асиміляції елемента
У вересні 1944 року бригада «по-звірячому» вбила 74 солдата Армії Людової і Червоної Армії.
Бригада відмовилася від участі в антинімецькій військової Акції «Буря».
Свєнтокшиська бригада воювала за Третій Рейх в складі армії Гітлера навіть після смерті Гітлера — аж до 5 травня 1945 року.
5 травня 1945 року бригада визволила частину концентраційного табору Флоссенбюрг в Голішові. Бригада вступила в контакт з третьою армією США 6 травня 1945 року. На наступний день бригада боролася разом з військами 2-ї піхотної дивізії (США). Друга піхотна дивізія США разом з бригадою звільнили місто Плзень і повернули його Чехословаччині.
Свєнтокшиська бригада намагалася вступити в Польські Збройні Сили на Заході, але польський уряд у вигнанні в Лондоні не погодився дозволити членам формування, яке не співпрацювало з Армією і співпрацювало з німцями, стати визнаними військовими польських збройних сил. У наступні роки ветерани бригади неодноразово намагалися отримати статус колишніх польських солдатів, але їх клопотання відхилялися до 1988 року.

## У політиці сучасної Польщі
15 вересня 2017 року Сейм Польщі одноголосно ухвалив рішення відсвяткувати 75-ту річницю «Народових Збройних Сил» (НЗС) і окремо відзначив вшанування Свєнтокшиської бригади.
17 лютого 2018 прем'єр-міністр Польщі Матеуш Моравєцький поклав вінок і запалив свічку на могилах військових Свєнтокшиської бригади.